# غونتر درير
غونتر درير (بالألمانية: Günter Dreyer)‏ هو عالم آثار وأستاذ جامعي ألماني، ولد في 1943 في Cappeln ‏ في ألمانيا، وتوفي في 12 مارس 2019 في بلنسية في إسبانيا.

## وصلات خارجية
- غونتر درير على موقع IMDb (الإنجليزية)